# Gelis caudator
Gelis caudator là một loài tò vò trong họ Ichneumonidae.